# Платинатетрасвинец
Платинатетрасвинец — бинарное неорганическое соединение
платины и свинца
с формулой Pb4Pt,
кристаллы.

## Получение
- Сплавление стехиометрических количеств чистых веществ:

{\displaystyle {\mathsf {Pt+4Pb\ {\xrightarrow {360^{o}C}}\ Pb_{4}Pt}}}

## Физические свойства
Платинатетрасвинец образует кристаллы
тетрагональной сингонии,
пространственная группа I 4/mcm,
параметры ячейки a = 0,666 нм, c = 0,5978 нм, Z = 2,
структура типа диалюминиймедь Al2Cu.
Соединение образуется по перитектической реакции при температуре 360°С.